# Раухівська селищна територіальна громада
Раухівська селищна територіальна громада — територіальна громада в Березівському районі Одеської області України. Населення громади становить 8867 осіб, адміністративний центр — с-ще Раухівка.

## Історія
27 травня 2020 р. Кабінетом міністрів України був затверджений перспективний план громади в рамках адміністративно-територіальної реформи.
Перші вибори відбулися 25 жовтня 2020 року.
У липні 2021 року стала переможцем конкурсу "SMART ГРОМАДА 2021".

## Склад громади
До складу громади входить одне с-ще Раухівка, а також 10 сіл:
- Балайчук
- Виноград
- Заводівка
- Зброжківка
- Маринове
- Новоподільське
- Новоселівка
- Чигирин
- Чижове
- Шевченкове